# Office chérifien des phosphates
Office chérifien des phosphates (OCP Group; in arabo المكتب الشريف للفوسفاط‎?) è una società anonima marocchina, leader della produzione mondiale di fosfato e acido fosforico ed è uno dei principali operatori a livello mondiale di fertilizzanti.
L'OCP ha accesso alle riserve di fosfato del Marocco (il paese nordafricano detiene circa il 70% delle riserve mondiali conosciute), di cui è il principale esportatore mondiale. I principali siti di estrazione si trovano a Khouribga, a Ben Guerir, a Youssoufia e a Bou Craa (nel Sahara Occidentale).
Le attività della società vanno dall'estrazione della risorsa mineraria alla produzione di prodotti ad alto valore aggiunto. L'OCP ha una presenza globale nella produzione di fosfato e serve tutti i mercati agricoli chiave nel mondo. Il Gruppo OCP svolge un importante ruolo economico e sociale in Marocco. Il valore dei fosfati e dei loro derivati ha rappresentato quasi un quarto delle esportazioni del Paese e circa il 3,5% del PIL nel 2010.